# 399e Infanteriedivisie (Duitsland)
De Duitse 399e Infanteriedivisie (Duits: 399. Infanterie-Division) was een Duitse infanteriedivisie tijdens de Tweede Wereldoorlog. De divisie werd opgericht op 15 maart 1940. De eenheid deed in haar korte bestaan alleen dienst in Oost-Pruisen.
Op 20 augustus 1940 werd de divisie, die tijdens haar gehele bestaan onder leiding van Helmuth Kropff stond, ontbonden. 

## Samenstelling
- Infanterie-Regiment 662
- Infanterie-Regiment 663
- Infanterie-Regiment 664
- Aufklärungs-Schwadron 399
- Nachrichten-Kompanie 399
- Divisions-Nachschubführer 399